# Myriam Borg-Korfanty
Pour les articles homonymes, voir Borg et Korfanty.
Myriam Borg-Korfanty, née le 18 octobre 1978 à Pessac, est une handballeuse française, évoluant au poste d'arrière gauche ou de demi-centre. Internationale française de 1997 à 2008, elle a inscrit 261 buts en 165 sélections avec le maillot tricolore, étant notamment Championne du monde en 2003. En clubs, elle a toujours évolué dans des clubs de la région bordelaise et en particulier à l'US Mios-Biganos où elle a été formée et a mis un terme à sa carrière de joueuse en 2019.
Elle est la mère d'Enola Borg et de Lylou Borg, handballeuses comme elle, respectivement arrière-gauche au Stade pessacais Union Club et au Mérignac handball.

## Palmarès

### Clubs
compétitions internationales
- vainqueur de la coupe Challenge en 2015 avec l'US Mios-Biganos

compétitions nationales
- vainqueur de la coupe de France en 2009 avec l'US Mios-Biganos
- finaliste de la coupe de France en 2006 avec l'US Mios-Biganos
- finaliste de la Coupe de la Ligue en 2015 avec l'Union Mios-Biganos Bègles

### Équipe nationale
Jeux olympiques
- 4e place aux Jeux olympiques de 2004 à Athènes
- 6e place aux Jeux olympiques de 2000 à Sydney

Championnat du monde
- Médaille d'or au Championnat du monde 2003
- 5e place au Championnat du monde 2001
- 5e place au Championnat du monde 2007
- 10e place au Championnat du monde 1997
- 12e place au Championnat du monde 2005

Championnat d'Europe
- Médaille de bronze au Championnat d'Europe 2002

autres
- Médaille d'or aux Jeux méditerranéens de 2001 à Tunis